# South Turton
South Turton är en unparished area i distriktet Bolton i grevskapet Greater Manchester i England. Det inkluderar Bradshaw, Bromley Cross, Cox Green, Dimple, Dunscar, Egerton, Harwood Lee, Side of the Moor och Toppings. Unparished area hade 24 599 invånare år 2001.